# Мария Саксен-Альтенбургская (1854—1898)
Мария Фридерика Леопольдина Георгина Августа Александра Елизавета Тереза Жозефина Елена София Саксен-Альтенбургская (нем. Marie Friederike Leopoldine Georgine Auguste Alexandra Elisabeth Therese Josephine Helene Sophie von Sachsen-Altenburg; 2 августа 1854, Айзенберг — 8 октября 1898, дворец Каменц, Нижняя Силезия) — принцесса Саксен-Альтенбургская, в замужестве принцесса Прусская.

## Биография
Мария — единственный выживший ребёнок герцога Эрнста I Саксен-Альтенбургского и Агнессы Ангальт-Дессауской, дочери герцога Леопольда IV Ангальт-Дессауского.
9 апреля 1873 года в Берлине Мария вышла замуж за прусского принца Альбрехта. Супруг приходился ей дважды троюродным дядей через герцога Карла II Мекленбург-Стрелицкого: Альбрехт был внуком его дочери Луизы, а другие его две дочери, Шарлотта и Фридерика, были прабабками Марии.
В качестве свадебного подарка молодожёны получили от матери Альбрехта Марианны Нассауской дворец Каменц в Силезии. В 1885 году Альбрехт был назначен регентом в герцогстве Брауншвейг, где до 1866 года королевой была тёзка и двоюродная тётка Марии.
Мария была похоронена в мавзолее парка при дворце Каменц, а после разрушения мавзолея после Второй мировой войны была перезахоронена вместе с мужем в дворцовом парке.

## Потомки
В браке с Альбрехтом у Марии родились:
- Фридрих Генрих (1874—1940), не был женат
- Иоахим Альбрехт (1876—1939), женился в 1919 году на Марии Блих-Зульцер (1872—1919), позднее в 1920 году на Каролине Корнелии Штокхаммер (1891—1952), развод в 1936 году
- Фридрих Вильгельм (1880—1925), в 1910 году женился на принцессе Агате цу Гогенлоэ-Шиллингсфюрст (1888—1960)